# 尼豪岛事件
尼豪岛事件是1941年12月7日大日本帝国海军航空队飞行员西开地重德在参与珍珠港空袭后坠机于夏威夷尼豪岛的事件。由於这起事件中日裔美國居民協助日軍飞行员對抗本地人，成為美国政府决定于第二次世界大战期间强制囚禁日裔美国人的重要原因之一。

## 事件背景
尼豪岛位于太平洋夏威夷列岛最西端，也是夏威夷主要岛屿中最小的一个，自1864年起就是罗宾逊家族的一座私人岛屿。
1941年时岛上共有136名居民，绝大部分都是讲夏威夷语的夏威夷族。1941年时的岛主是埃尔默·罗宾逊。罗宾逊管理尼豪岛并没有受到政府的任何管制，他虽住在附近的考艾岛上，但每周都会乘船携带一些补给品来尼豪岛视察。登陆尼豪岛必须要经过罗宾逊本人的同意，但除非是尼豪岛上居民的亲友，其他人几乎是不可能获得许可登岛的。岛上仅有的非夏威夷族居民包括三名日本人：第一代移民新谷石松以及生于夏威夷的第二代移民原田义雄和原田梅乃（艾琳）夫妇。
在珍珠港事件发生之前，日本帝国海军误以为尼豪岛是个无人居住的荒岛，将其定为受损战机迫降的地点。飞行员们接受训练时皆被告知遇险可在该岛迫降并等待日军潜艇前来救援。

## 事发经过

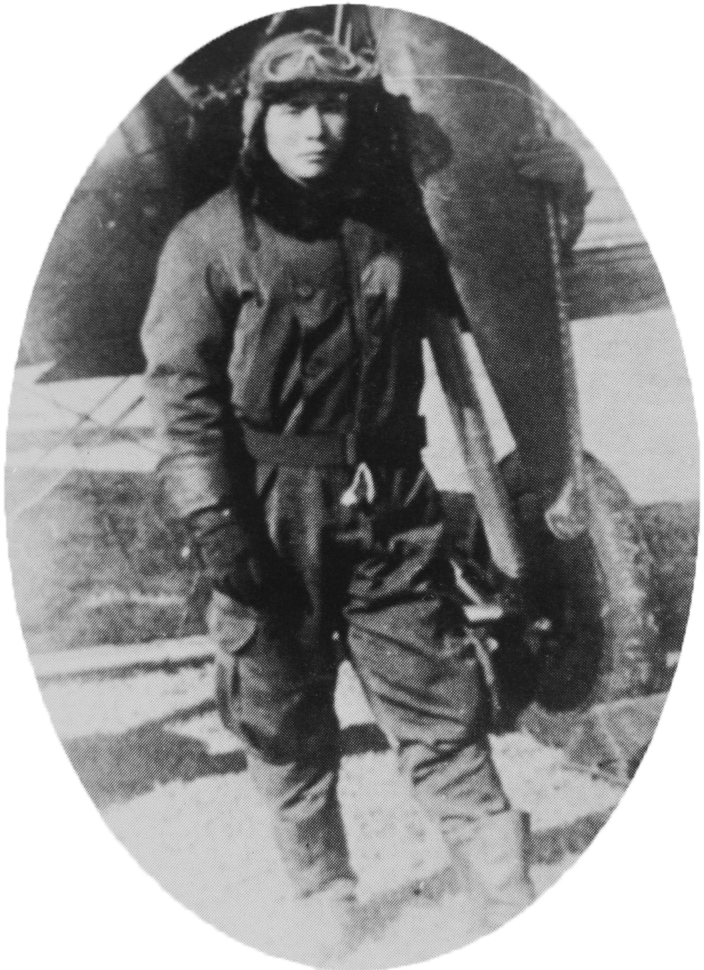
当事飞行员西开地重德

### 西开地迫降
1941年12月7日，日本帝国海军航空队一等空士长西开地重德在参与对珍珠港的第二波空袭后，因所驾驶隶属飞龙号航空母舰的零式战机遭子弹击穿油箱，迫降在尼豪岛上哈维拉•卡留哈诺擁有的牧场附近。卡留哈诺是岛上的一名夏威夷族居民，事发时并不知道珍珠港事件已经发生，但他透过阅读报纸知道日本在东亚的武力扩张和美国对日本的战略物资禁运已经使美日关系到了非常紧张的地步。在辨认出西开地和他的飞机来自日本后，卡留哈诺趁飞行员还没有从迫降后的冲击中反应过来时收缴了他的手枪和文件包。西开地随后受到了卡留哈诺和岛上其他夏威夷族居民的热情款待，他们甚至在当天下午为他开了一个欢迎派对。由于岛上的夏威夷族居民不懂日语，西开地又只会说一点点英语，有人便去寻找生于日本的新谷石松来做翻译。
得到居民简单陈述情况之后，新谷石松很不情愿的和西开地交谈了几句，便很快明白美日已经开战了。新谷的脸色突然变得煞白并立即离开了，西开地则不知所措。夏威夷族居民们疑惑之余，便派人去找原田夫妇。
西开地告诉了原田关于珍珠港被偷袭的事件，但原田认为不应把这件事告诉岛上的居民们，反而对大家声称西开地是一名遇险的日本飞行爱好者。西开地很急切的希望能够拿回他的文件包，因为军方规定无论任何情况下都不能让美国获得这些文件，但卡留哈诺拒绝把文件包归还给他。

### 珍珠港遇袭

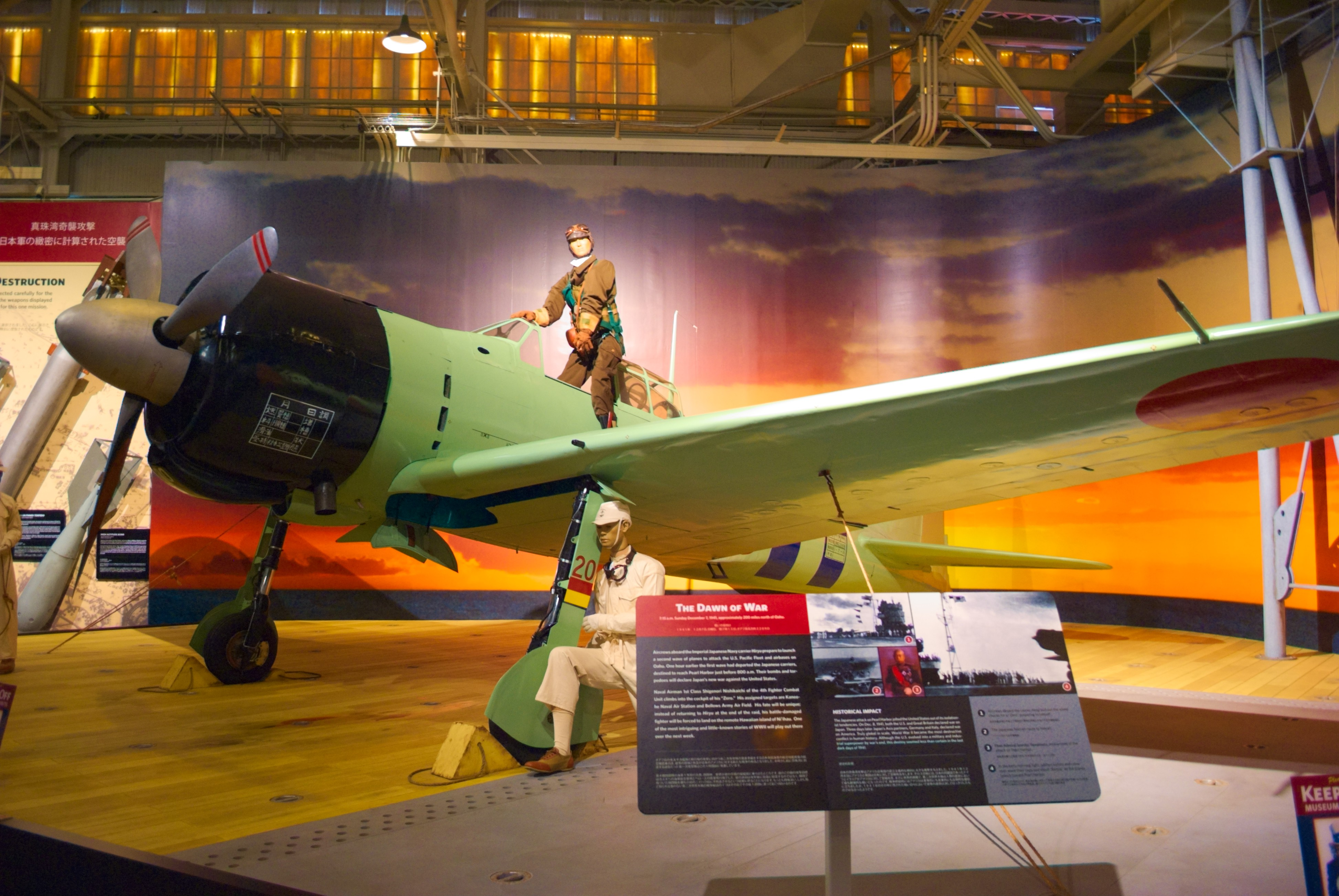
西開地重德的零式戰機複製品陳列在珍珠港太平洋航空博物館

尼豪岛不通电力也没有电话，但当晚居民们通过一台电池供电的无线电接收机得知了珍珠港被日军空袭的消息。居民们随即与飞行员当面对质，这时原田才将西开地原本陈述的事实翻译给大家。鉴于罗宾逊第二天早晨将从考艾岛乘船前来进行定期的视察，居民们决定让罗宾逊返程时把西开地带去考艾岛处置。
第二天周一时，罗宾逊并没有如同以往一样来到考艾岛，因为珍珠港被袭数小时后，美军便发布了禁航令，使得罗宾逊无法乘船出海，一连数天都无法前来尼豪岛。岛上的居民们并不知道发布禁航令的事情，所以对于罗宾逊没有履约前来感到困惑和不安。居民们同意把飞行员安置在原田家居住，但条件是必须有四名居民看守。原田从而获得了与西开地私下交谈的机会。意识到情况危殆的西开地认为原田内心亲日，便向他吹嘘皇军的战绩，并声称珍珠港一事显出美国不堪一击，日军迟早会占领夏威夷和美国西部。原田被西开地的说辞打动了，决定联合新谷石松一起帮助西开地逃离尼豪岛。
12月12日下午四点钟，新谷私下找到了卡留哈诺，试图以$200美元贿赂卡留哈诺交出文件包。$200美元对于缺乏物资的尼豪岛居民们来说可是一大笔钱，但卡留哈诺拒绝了。新谷愤然离去，声称事关生死，不交还文件包会惹来大麻烦。听了新谷的话后，卡留哈诺依然不为所动。
原田和西开地没有等待新谷回来，便偷袭了当时独自一人守在原田家门外的夏威夷族居民。原田艾琳此时则在屋内用留聲機播放歌曲掩盖三人争斗的声音。另外三名驻守的居民事发时并不在原田家。独自一人的守卫不敌二人，被锁在一个仓库内。原田又从仓库里取出了一把霰弹枪和本属于飞行员的手枪。拿到武器后，二人便向卡留哈诺的住所进发了。

### 居民大逃亡
此时离新谷离去不过十分钟，卡留哈诺正在自家的户外厕所入厕。他看见了原田和西开地持枪押着被制伏的居民守卫走向他的住所。卡留哈诺起初藏在厕所内，二人不见卡留哈诺，便把注意力转向了停在附近的飞机。看到逃跑机会已经到来，卡留哈诺冲出了厕所。他听见背后传来“停下！停下！”的喊声以及霰弹枪开火的声音，便愈发拼命地跑向附近的村庄。卡留哈诺将情况告诉了附近村庄的居民们并警告他们尽快撤离。大家都不敢相信已在尼豪岛居住三年，平时一向友善与大家和睦共处的好邻居原田居然会做出卡留哈诺所述的事情来。但随后被关押的居民守卫也从原田二人那里逃了出来来到村里，这下大家便不得不信了，于是便安排老幼妇孺到岛上的洞穴丛林中躲藏起来。

### 午夜急报信
卡留哈诺返回家里取出了文件包，并将其给予了一名亲戚小心看管。随后在12月13日午夜0时30分，卡留哈诺与其他五名居民一起登上了一艘救生筏，并计划花费十小时划桨前往考艾岛，将岛上所发生的事情通知罗宾逊。
罗宾逊看见居民们用煤油燈和反射镜向考艾岛发送信号，已经得知岛上遇到了麻烦。12月12日晚由于情况危急，岛上居民们在史无前例的情况下点起了篝火告急，但罗宾逊申请乘船出海前往尼豪岛查看的请求均因禁航令而被拒绝了。

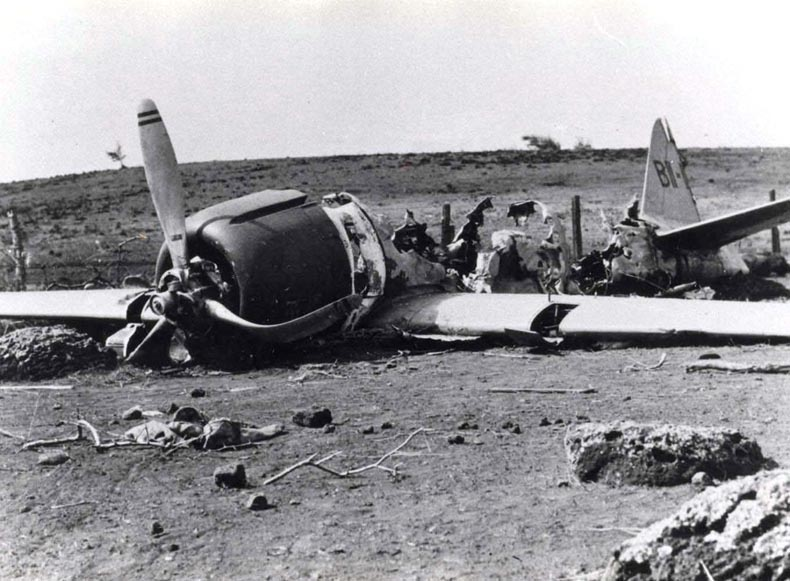
西开地所操纵的零式战机之残骸

与此同时，原田和西开地找到了已坠毁的零式战机，并试图用飞机上的无线电接收机与日军取得联系，但并未成功。二人于是一把火烧掉了飞机残骸，并在12月13日凌晨3时前往卡留哈诺家并烧毁了卡留哈诺的住所。

### 最后的较量
12月13日早晨，原田与西开地俘虏了在岛上牧羊的卡纳海勒夫妇。他们命令卡纳海勒去找来卡留哈诺，并扣留了卡纳海勒的妻子作为人质。卡纳海勒知道卡留哈诺已经划船去了考艾岛，但依然假装不知情并去寻找卡留哈诺。很快卡纳海勒就为妻子的安危感到担忧并掉头返回，令西开地意识到自己被骗了。原田告诉卡纳海勒如果找不到卡留哈诺，卡纳海勒和岛上所有居民都会被杀害。
卡纳海勒注意到了原田和西开地二人显露出疲惫和气馁的神态，便与妻子趁着西开地把霰弹枪递给原田的间隙扑向了西开地。西开地从靴中抽出了他的手枪，但被卡纳海勒的妻子按住了手臂。原田将卡纳海勒之妻从西开地身上拉开，西开地便向卡纳海勒连开了三枪：一枪命中胯部，一枪命中腹部，一枪命中大腿。
卡纳海勒以牧羊时抱起羊的方式抱起了西开地，并奋力将西开地的头撞向旁边的石壁，卡纳海勒的妻子同时也拿起了一块石头，奋力向西开地的头部砸去。卡纳海勒随后掏出随身携带的猎刀，割开西开地的喉咙，杀死了他。原田见西开地已死，深知大势已去，便将霰弹枪对准自己，饮弹自尽。
卡纳海勒随后被送往考艾岛的医院接受治疗，並而后获得了美国政府颁发的紫心勋章，但他的妻子则没有获得任何荣誉。

### 尾声与影响

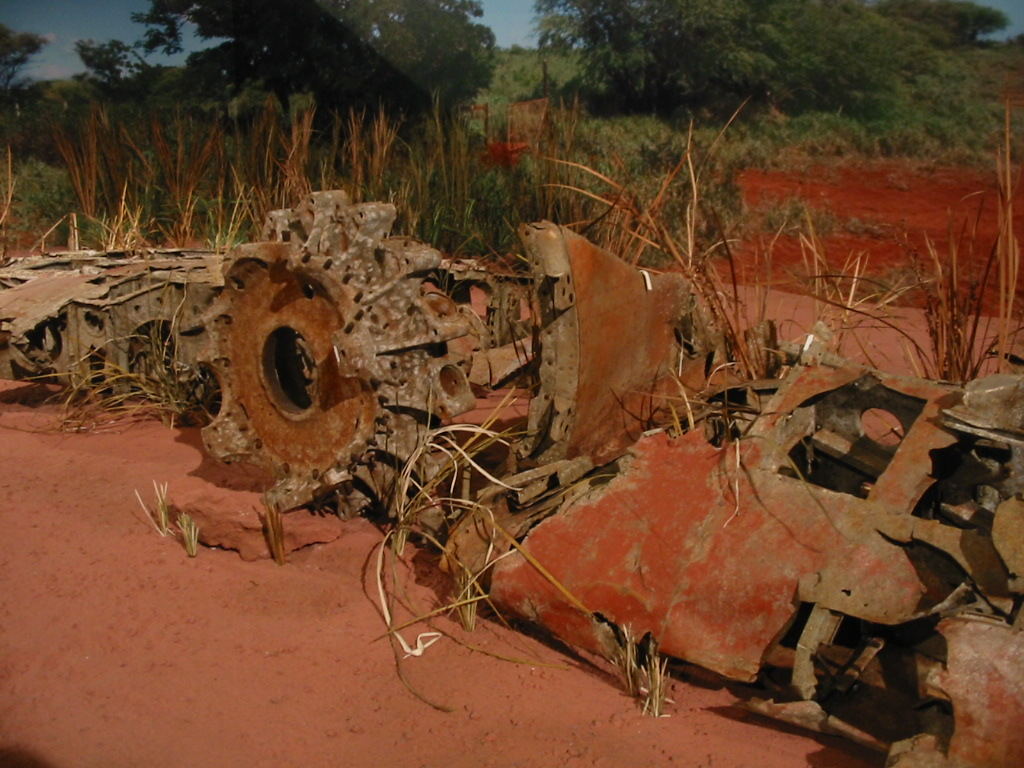
坠毁在尼豪岛的零式战机残骸目前陈列在位于夏威夷珍珠港的太平洋航空博物馆

第二天的12月14日，美国军方人员与罗宾逊，在前往考艾岛的六名居民的带领下一同登上了尼豪岛。新谷石村以及原田艾琳随后遭到了拘捕。新谷被送到了一个隔离营关押，战后他回到了尼豪岛上与家人团聚，并在1960年归化成为了美国公民。原田艾琳则被囚禁了31个月并于1944年6月被释放。她并没有获得叛国罪的指控，也未因参与帮助西开地而遭到任何形式的刑事起诉。原田艾琳事后用英语陈述此事时经常强调自己的无辜，面对日本人时却用日语讲述自己为西开地感到遗憾。她后来搬到了考艾岛居住，并得到了渊田美津雄的看望。
尼豪岛日裔居民积极帮助敌军飞行员一事，深刻影响了美国社会对日裔美国人的看法。人们依据此事认为每一名日裔美国公民，即便已宣誓向美国效忠，仍然会无条件帮助日本。最终此事成为了影响美国作出强制囚禁日裔美国人决策的重要因素之一。